# Araucanie (région historique)
Pour les articles homonymes, voir Araucanie.

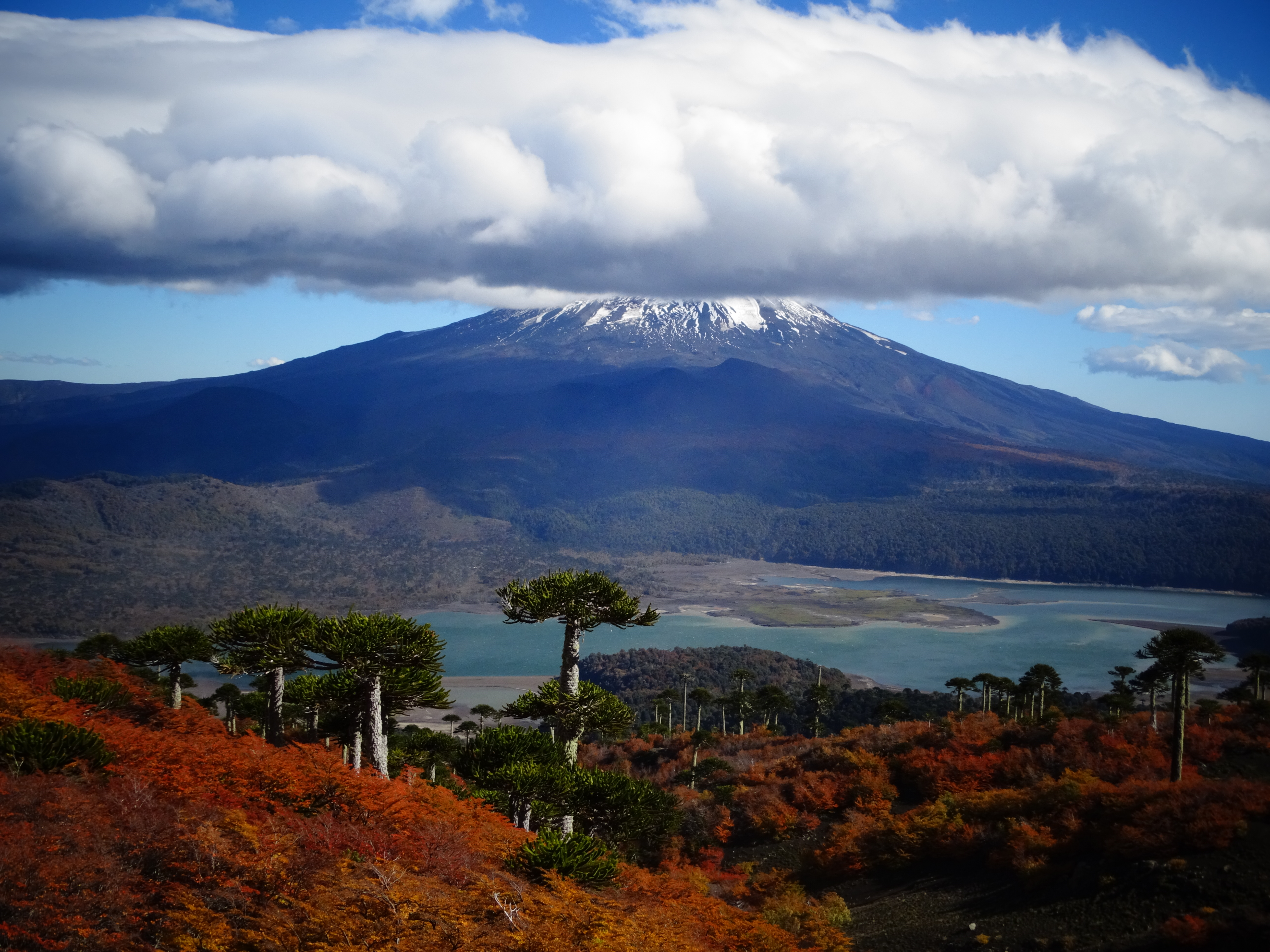

L’Araucanie (en espagnol Araucanía) ou l’Arauco est le nom que les conquistadors espagnols donnèrent autrefois, lors de leur conquête du Chili dans les années 1540, au territoire habité par les Mapuches (appelés Araucans par les colonisateurs), qui était compris alors entre les fleuves Itata (à 370 km environ à vol d’oiseau au sud de Santiago) et Toltén (à 650 km au sud de Santiago), dans la partie méridionale du Chili.
À la suite du grand soulèvement des Moluches et des Huilliches, survenu après la bataille de Curalaba en 1598 dans le cadre de la guerre d’Arauco, les Espagnols furent refoulés par les Mapuches au nord du río Biobío (c’est-à-dire à 470 km environ au sud de Santiago). Au terme de plusieurs décennies d’autres combats encore, les fleuves Biobío et Toltén seront reconnus par les Espagnols comme les limites de l’Araucanie.
Rapportée aux subdivisions administratives chiliennes actuelles, cette région historique correspond approximativement à la IXe région de l’Araucanie, à laquelle il faut ajouter la province d'Arauco et la partie sud des provinces de Concepción et de Biobío, dans la VIIIe région du Biobío.